# Собачий полудень

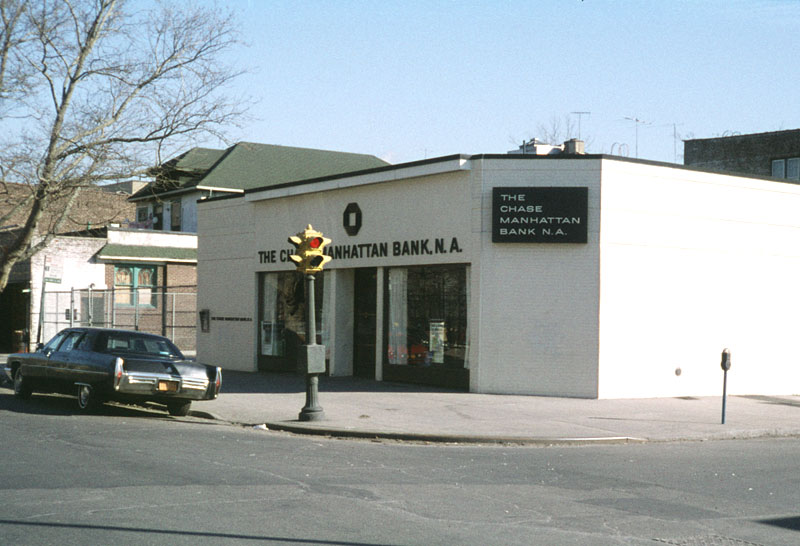
Банк в Брукліні, де в 1972 році відбулося подібне пограбування

«Собачий полудень» (англ. Dog Day Afternoon) — фільм-драма 1975 року американського режисера Сідні Люмета, сюжет якого базується на реальній історії про пограбування бруклінського банку 22 серпня 1972 року. Отримав Оскара за найкращий оригінальний сценарій.

## Сюжет
У спекотний полудень троє невдах один за одним заходять до Першого ощадного банку Брукліна з метою його пограбувати. Сонні Ворцик (Аль Пачіно) — ватажок, Сел (Джон Казале) — помічник, плюс юний Стіві. Усе відразу йде не за планом, у Стіва здають нерви й він іде зі сцени. Сховище швидко відкривають, але виявляється, що пограбування відбувається незабаром після інкасації, а в сховищі всього лише 1100 доларів готівкою.
Щоб відшкодувати втрати, Сонні бере дорожні чеки і спалює книгу реєстру, щоб чеки не можна було відстежити. Дим витягується назовні і його помічають, незабаром банк оточують поліція і натовпи роззяв, прибувають також і тележурналісти.
«Добре сплановане» пограбування перетворюється на цирк.
Поліцейський детектив-сержант Юджин Моретті дзвонить у банк і повідомляє Сонні про прибуття поліції. Той говорить про заручників, погрожуючи вбити їх у разі раптової атаки. Сел повідомляє Сонні, що готовий убивати, якщо буде потрібно. Моретті бере на себе роль перемовника, у той час, як агент ФБР Шелдон стежить за його діями. Моретті просить звільнити одного із заручників як демонстрацію добрих намірів, і Сонні дозволяє піти охоронцеві банку, в якого почався напад астми. Моретті також вмовляє Сонні вийти з дверей і переконатися, що банк щільно оточений. Прикриваючись Сільвією — провідним касиром банку — Сонні виходить і бачить велику кількість агресивно налаштованих поліцейських. Наприкінці діалогу з Моретті Сонні вигукує «Аттика!» (Посилаючись на тюремний бунт в Аттиці), і натовп підхоплює його крик, підтримуючи Сонні.
Зрозумівши, що просто так піти не вийде, Сонні вимагає надати вертоліт, який повинен сісти на дах банку, щоб дозволити Сонні й Селу прибути в аеропорт, де їх повинен чекати підготовлений літак. За деякий час поліцейські повідомляють, що вертоліт не зможе тут сісти, а замість цього нададуть велику машину. Сонні також вимагає доставити їжу й привезти в банк свою дружину; грабіжникам доставляють піцу. Дружиною Сонні виявляється Леон Шермер — чоловік, який збирається стати жінкою; з'ясовується, що причиною пограбування стала потреба у грошах на операцію зі зміни статі для Леона, також Леон повідомляє, що у Сонні є колишня дружина з дітьми.
Після заходу сонця світло в банку вимикається. На вході в банк Сонні бачить агента Шелдона, який узяв керування операцією на себе. Шелдон уже не дає Сонні жодних поступок, але дозволяє пройти в банк доктору — у банківського керуючого почався напад діабету. Поки доктор перебуває в банку, Шелдон пропонує Сонні поговорити з Леоном. Під час тривалої бесіди з'ясовується, що Леон намагався накласти на себе руки, щоб «піти від Сонні». Довгий час він перебував на лікуванні у психіатричній клініці, де поліція й знайшла його. Леон відмовляється приєднатися до Сонні й Села в їхній втечі. Сонні переконує поліцейських, що прослуховують лінію, в тому, що Леон непричетний до пограбування. Після розмови доктор переконує Сонні відпустити хворого керуючого, і Сонні погоджується; однак той відмовляється йти, залишивши в небезпеці своїх підлеглих.
ФБР знову викликає Сонні, цього разу на сцені з'являється його мати з домовленостями здатися поліції, але Сонні відмовляється; агент Шелдон показує, що через 10 хвилин прибуде машина. Повернувшись у банк, Сонні диктує одній із дівчат свій заповіт.
Коли прибуває лімузин, Сонні ретельно перевіряє його на відсутність зброї або пасток. Він вибирає агента Мерфі як водія. Всі разом, грабіжники в оточенні заручників, переміщаються в лімузин. За попередньою домовленістю, одну з дівчат звільняють. Сонні сидить попереду поруч із водієм, Сел ззаду між заручниками. Мерфі просить Села тримати ствол угору, щоб уникнути випадкових пострілів.
Кортеж із поліцейських та лімузина приїжджає до аеропорту. Прибуває літак. Одну з дівчат відпускають. Мерфі знову просить Села тримати дуло вгору, Сел виконує вказівку, у цей момент агент Шелдон блокує рушницю Сонні; користуючись нагодою, агент Мерфі дістає прихований у його підлокітнику револьвер і робить точний постріл в голову Селу. Заручників супроводжують у будівлю аеропорту, Сонні заарештований і спостерігає, як відвозять мертве тіло Села. У завершальних титрах повідомляють, що Сонні отримав 20 років в'язниці.

## У ролях
- Аль Пачино — Сонні Ворцик
- Джон Казале — Сальваторе «Сел» Натуріле
- Чарльз Дернінг — сержант Юджин Моретті
- Джеймс Бродерік — агент Шелдон
- Ленс Генріксен — агент Мерфі
- Кріс Сарандон — Леон
- Саллі Бояр — менеджер Малвені
- Сьюзен Перець — Енжі, дружина Сонні
- Гері Спрінгер — Стіві
- Пенелопа Аллен — Сильвія

## Нагороди
Загалом фільм здобув 12 нагород і 17 номінацій, зокрема:
- Оскар:
  - найкращий оригінальний сценарій
  - найкращий актор (номінація)
  - найкращий актор другого плану (номінація)
  - найкраща режисура (номінація)
  - найкращий монтаж (номінація)
  - найкращий фільм (номінація)
- BAFTA:
  - найкращий актор
  - найкращий монтаж
  - найкраща режисура (номінація)
  - найкращий фільм (номінація)
  - найкращий сценарій (номінація)
  - найкращий саундтрек (номінація)
- Номінації на Золотий глобус:
  - найкращий акторський дебют
  - найкраща режисура
  - найкращий фільм-драма
  - найкращий актор драми
  - найкращий сценарій
  - найкращий актор другого плану

У березні 2016 року фільм увійшов до рейтингу 30 найвидатніших ЛГБТ-фільмів усіх часів, складеному Британським кіноінститутом (BFI) за результатами опитування понад 100 кіноекспертів, проведеного до 30-річного ювілею Лондонського ЛГБТ-кінофестивалю BFI Flare.